# 牛欄江
牛欄江（ぎゅうらんこう、Niulan river、繁体字: 牛欄江, 拼音: Niúlán jiāng）は、中華人民共和国の雲南省を流れる河川で、長江上流（金沙江）右岸の支流。『漢書』には堂琅江という名で書かれている。別名は牛洪江、牛欄河とも。
昆明市の北部、雲貴高原にある尋甸回族イ族自治県の爛泥篝を流れる果馬河を源流とする。本流は昆明市嵩明県の嘉麗澤に始まり、北東方向へ流れ、尋甸回族イ族自治県、曲靖市の沾益区、宣威市、会沢県、昭通市の巧家県、魯甸県を経て、昭通市昭陽区と四川省の境界付近で金沙江に合流している。
大きな支流には馬龍河、西澤河、硝廠河、菜園子河、沙壩河等がある。上流の嵩明県や尋甸回族イ族自治県では広い盆地を通り、昆明市との交通の便がよく農業も盛んで、川の水が灌漑などに使われるが、乾季の水量は少ない。中流では雲貴高原の山地に入り、600メートル近い落差を生かして多数のダムが作られ水力発電が行われている。下流は険しい峡谷地帯になり、交通も不便な谷間を通っている。